# 什片季夫卡
49°50′38″N 30°36′32″E / 49.84389°N 30.60889°E
什彭迪夫卡（烏克蘭語：Шпендівка）是位於烏克蘭北部的村莊，由基辅州奧布希夫區的卡哈爾利克市鎮負責管轄。該村始建於1580年，面積3.86平方公里，海拔高度178米，2001年人口730，人口密度每平方公里189.1人。